# Kedves ellenségem (Longyear)
A Kedves ellenségem Barry B. Longyear sci-fi-író egyik története, mely 1980-ban megnyerte a legjobb novellának járó Hugo és Nebula-díjat. 1985-ben a 20th Century Fox filmben adaptálta Dennis Quaid főszereplésével.
A történet Magyarországon 1989-ben jelent meg a Galaktika sci-fi magazin augusztusi és szeptemberi számaiban Hargitai Károly fordításában.

## Történet
|  | Alább a cselekmény részletei következnek! |

Eltérő kultúrák találkozása mindig problematikus. Különösen így van ez, ha az adott kultúrákat más-más bolygóról érkezők képviselik. A 21. század végén csillagközi háború dúl az emberek és a – gyíkszerű – drakóni földönkívüli faj között. Egy ütközet során két vadászpilóta, Willis E. Davidge és a drak Jeriba Shigan lezuhannak egy kietlen és veszélyekkel teli égitestre, a Fyrine-IV-re. Az ismeretlen bolygón tovább folytatják a csatát, csakhogy a csúcstechnika hiányában kénytelenek az ősi hadviselés szabályai szerint harcolni. A két hajótörött azonban lassacskán rájön, hogy ha túl akarják élni ezt a kalandot, szükségük van egymásra.
A két halálos ellenség rákényszerül, hogy a túlélés érdekében együttműködjön, lassanként barátokká válnak. A film cselekménye szerint draknak gyermeke születik, de ő maga belehal a szülésbe, és Davidge-re vár a feladat, hogy megmentse az idegen gyermeket a haláltól és a rabszolgasorstól, mely utóbbit a háborúban győztes emberi faj mérné rá.
|  | Itt a vége a cselekmény részletezésének! |